# Paula Montero
Paula Montero (Rio de Janeiro, 19 de novembro de 1951) é uma antropóloga brasileira, professora titular da Universidade de São Paulo e pesquisadora da área de Antropologia da Religião, na qual é referência.

## Vida
Paula Montero nasceu no Rio de Janeiro. Fez sua formação superior na França: graduou-se em Ciências Sociais na Université de Paris VII - Vincennes em 1973 e em Psicologia na Université Réné Descartes Sorbonne em 1976. Concluiu o mestrado em Antropologia Social na Université de Paris VII em 1974, sob a orientação de Jean Claude Martinon. Doutorou-se em Antropologia pela Universidade de São Paulo, em 1983, sob a supervisão de Eunice Ribeiro Durham, defendendo o trabalho Da doença à desordem: a cura mágica na Umbanda. Tornou-se Livre-Docente em 1992.
Foi casada com o cientista social Renato Ortiz.

## Realizações
Em 1986, ingressou nos quadros docentes do Departamento de Antropologia da USP. No Programa de Pós-graduação em Antropologia Social consolidou os estudos na área de Antropologia da religião, orientando dezenas de pesquisadores. Além das atividades docentes, também exerceu cargos de chefia, incluindo o da direção do Museu de Arqueologia e Etnologia da USP e o de coordenadora do megaevento Brasil 50 mil Anos — uma Viagem ao Passado Pré-Colonial,  além do de editora da Revista de Antropologia.
Dos estudos sobre magia e umbanda, religião que mobilizou seu interesse inicial, Montero passou aos sobre catolicismo, buscando compreender de que modo a cultura havia se tornado uma questão para a Igreja Católica. Com Ralph Della Cava desenvolveu uma extensa investigação sobre os meios de comunicação de massa e sua utilização pela Igreja Católica. Na década de 2000 desenvolveu um projeto sobre as missões salesianas, tendo como norte o conceito de mediação cultural, utilizado de modo a problematizar as relações entre missionários e indígenas, ampliando as reflexões sobre religião e cultura.
A partir de 2010 passou a refletir sobre as relações entre religião e esfera pública, inicialmente inspirada pelas reflexões de Jurgen Habermas. Seu trabalho se desdobrou em considerações sobre os conceitos de religião civil e de religião pública. De acordo com Carranza, religião pública é assumida por Montero como "a instituição religiosa que, enquanto ator organizado na sociedade civil, reorienta moralmente o poder do Estado com a legitimidade que a autoridade eclesiástica lhe empresta, mas à margem dela" . Muitas das publicações mais recentes de Montero incluem observações sobre práticas e discursos difundidos em igrejas neopentecostais como, por exemplo, a Igreja Universal do Reino de Deus, e reflexões sobre a produção de gramáticas religiosas e seculares no Brasil contemporâneo.
Desde 1997 é pesquisadora do Centro Brasileiro de Análise e Planejamento, tendo presidido a instituição entre os anos de 2008 e 2015. Também foi editora da revista publicada pelo Cebrap, a Novos Estudos. No âmbito do Cebrap, produziu com Ronaldo Almeida um seminal estudo sobre trânsito religioso, mapeando fluxos e direções de mudanças nas filiações religiosas e propondo  um padrão de migração de pessoas e crenças entre as religiões.
Em 1996 assumiu a Coordenação Adjunta da área de Ciências Humanas e Sociais da Fundação de Amparo à Pesquisa do Estado de São Paulo.

## Prêmios
Em 2008 recebeu Comenda da Ordem Nacional do Mérito Científico.

## Escritos
Livros e coletâneas
- Religião e Controvérsias Públicas: experiências, práticas sociais e discursos. 2015.[18]
- Selvagens, Civilizados Autênticos. A produção das Diferenças nas Etnografias Salesianas. 2012.[19]
- Mão e Contramão. 2009.[20]
- Retrato de Grupo. 2009.[21]
- Deus na Aldeia: Missionários, Índios e Mediação Cultural. 2006.[22]
- Entre o mito e a história. As comemorações em torno do V Centenário do Descobrimento da América. 1996.[23]
- E o verbo se fez imagem: Igreja Católica e os meios de comunicação social. 1991.[24]
- Da doença à desordem: a cura mágica na Umbanda. 1985.
- Magia e pensamento mágico. 1985.[25]